# Wayne Coyne
Wayne Michael Coyne (Oklahoma City, 13 de janeiro de 1961) é o vocalista, guitarrista e compositor principal da banda The Flaming Lips.

## História
Michael Wayne Coyne nasceu em um hospital mexicano em 13 de janeiro de 1961. Ele cresceu em Oklahoma City, e foi o quinto de seis filhos. Wayne preferido ouvir música e jogar futebol americano. Ele e seus irmãos se apelidaram de "The Fearless Freaks" por causa de seus jogos de futebol "brutal" no quintal. Tommy Coyne, irmão mais velho de Wayne, descreveu os jogos como uma "semi-civilizada briga de gangues", mais tarde o apelido de seu time de futebol violento se tornou o nome de um documentário sobre os irmãos Coyne.

## Discografia
Além de seu trabalho com o Flaming Lips, participou dos álbuns:
- 1991: Guitarrorists (com a música "I Want to Kill My Brother: The Cymbal Head")[1]
- 1993: Trademark of Quality (com a música "Intro to Waterbugs")[2]
- 1995: Working Class Hero - A Tribute To John Lennon (com a música "Nobody Told Me")
- 2002: Com o músico Faultline no álbum Your Love Means Everything (com a música "The Colossal Gray Sunshine", vocal)
- 2015: Miley Cyrus and Her Dead Petz - álbum no qual Miley Cyrus é vocalista principal e Wayne é, na maioria, segunda voz. Ele também produziu músicas para o disco com a artista.[3]

## Cinema
Participou da composição da trilha sonora dos filmes:
- The Heartbreak Kid (2007) (músicas: "The Tale of the Horny Frog", "Maybe I'm Not the One")
- The Brothers Solomon (2007) (música: "The Yeah Yeah Yeah Song")
- Coachella (2006) (música: "Yoshimi vs. the Pink Robots")
- The SpongeBob SquarePants Movie (2004) (música: "SpongeBob & Patrick Confront the Psychic Wall of Energy")
- 50 First Dates (2004) (música: "Do You Realize??")
- Freaky Friday (2003) (música: "Fight Test")
- Mission Hill (1 episódio, 2002) (música: "The Spark That Bled")
- Dean Quixote (2000) (música: "Buggin'")
- Batman Forever (1995) (música: "Bad Days")